# Златиборска говеђа пршута
Златиборска говеђа пршута је типичан производ за шире подручје Златиборског округа који се производи у златиборским селима, и Сјеници и Новој Вароши (у Сјеници под називом пештерска или сјеничка пршута, ужичка или само говеђа пршута), са практично идентичном технологијом прераде и начином узгоја животиња. Од 28. фебруара 2014. године, званично је заштићена златиборска говеђа пршута као бренд Србије са ознаком географског порекла у Заводу за заштиту интелектуалне својине Републике Србије.

## Историја и положај региона у коме се производи
Историја производње златиборске говеђе пршуте у нетакнутој природи златиборског села Мачкат, датира још из давне 1885. године, када су преци породице Стојановић, међу првима у Мачкату, отпочели традицију усољавања, сушења и димљења меса (као природног и веома укусног конзерванса). Они су вековно наслеђе златиборског краја, у коме су услови живота креирали потребу за јаком и укусном храном, развијали вештину прављења говеђе пршуте и других сушених и димљених специјалитета од меса, и тако кроз шест генерација Златибор и Мачкат учинила чувеним широм Србије и региона.
Миломир Стојановић се 1992. године ослонио на сопствену предузимљивост, традицију предака и уз ентузијазам својих наследника основао компанију „Златиборац”, која ће тајну традиције из Мачката поделити са великим бројем љубитеља деликатеса широм света.
Порекло производа је цело планинско подручје Златибора од око хиљаду квадратних километара, које обухвата три општине: Ужице, Чајетину и Нову Варош. Ове општине су од увек своју економију ослањале на сточарство и прераду меса и млека, укључујући и традиционалну говеђу пршуту. 
Тренутно производни центар ужичке говеђе пршуте је село Мачкат, у коме ради 80% професионалних породичних и индустријских погона од 39 регистрованих произвођача пршута у општини Чајетина, који годишње произведу око 6 тона говеђе пршуте (од укупно 12 тона свих сухомеснатих производа).
Златиборску таласасту висораван, просечна надморска висина је око 1.000 метара, коју пресецају бројне реке, потоци и водотоци, припада Динарским планинама. Највећи врхови се налазе на јужном делу Златибора, док се идући ка северу надморска висина висоравни све више смањује. Ако се овој надморској висини дода и јединствена и јако повољна ружа златиборског ветра, и влажност ваздуха, то све утиче на укус и квалитет меса грла гајених на овом подручју, од којих се касније производи говеђа пршута.

## Технологија
Златиборска говеђа пршута је сухомеснати производ лепог изгледа, пријатног укуса и мириса, настао на традицоналмом мајсторству високог квалтета ручне израде. Мајсторство у припремању пршуте се чува и преноси генерацијама. 

### Сировина
Пршута се израђује од мускулатуре компактног говеђег меса I категорије од трупа (ноге, леђа, бифтек), добро ухрањених (радних) говеда старих 3-5 година, што месу даје снажну арому. Исечени комади меса, припремљени за сушење морају бити са уредним ивицама и чистом и сувом површином. 

### Процес производње
Процес производње који траје око четири недеље, у складу је са традицијом и спроводи се у неколико фаза:
- механичка обрада меса,
- стављање меса у седмодневну саламуру (коју чини кухињска со и шећер),
- цеђење меса од вишка саламуре након одлежавања у саламури,
- димљење меса на сувом буковом дрвету,
- сушење продимљене пршуте на свежем златиборском ваздуху, методом која се користи више од 130 година и јединствена је за најпознатију српску ваздушну бању – Златибор, у трајању од три недеље. У том периоду губитак тежине третираних комада меса (дужине до 50 cm) износи 40-50%.

## Својства производа
Златиборска говеђа пршута је производ компактног умерено чврсте конзистенције и облика, и по површине има стабилну тамноцрвену боју. На пресеку, мишићно ткиво је црвене боје и правилно је мраморирано малим групицам масног ткива. Поседује веома пријатну и посебну арому и укус карактеристичан за сољено, сушену и димљено говеђе месо
Чува се на температури од +2 °C до +10 °C, на чистом и сувом месту, у оригиналним паковањима, на палетама, заштићени од светлости и влаге.
| Нутритивна вредност Златиборске говеђе пршуте. | Нутритивна вредност Златиборске говеђе пршуте. | Нутритивна вредност Златиборске говеђе пршуте. | Нутритивна вредност Златиборске говеђе пршуте. | Нутритивна вредност Златиборске говеђе пршуте. |
| Енергетска вредност                            | Масти                                          | Угљени хидрати                                 | Протеини                                       | Со                                             |
| ---------------------------------------------- | ---------------------------------------------- | ---------------------------------------------- | ---------------------------------------------- | ---------------------------------------------- |
| 756,52 KJ / 180,98 Kcal                        | 4,20 грама                                     | 1,33 грама                                     | 34,03 грама                                    | 2,18 грама                                     |